# Parque nacional de Thethi
El parque nacional de Thethi (en albanés, Parku Kombëtar "Theth") es un parque nacional de Albania septentrional, declarado en el año 1966. El parque, con una superficie de 26,3 km² o 2.630 ha, toma su nombre del río Thethi que lo atraviesa, que lleva un caudal de 1.000-1.300 litros por segundo.

## Descripción
El parque, que forma parte de los Alpes Dináricos, alcanza una altitud entre 1.200 y 2.500 m s. n. m.
El parque se encuentra a unos 70 kilómetros de la localidad de Shkodra. Allí se encuentra la cascada de Grunas (o Grunasi) que tiene una altitud de alrededor de 30 metros. La cascada de Grunas es un lugar muy espectacular que se visita turísticamente por su sorprendente paisaje y naturaleza. El parque es igualmente una reserva ornitológica.

## Flora y fauna

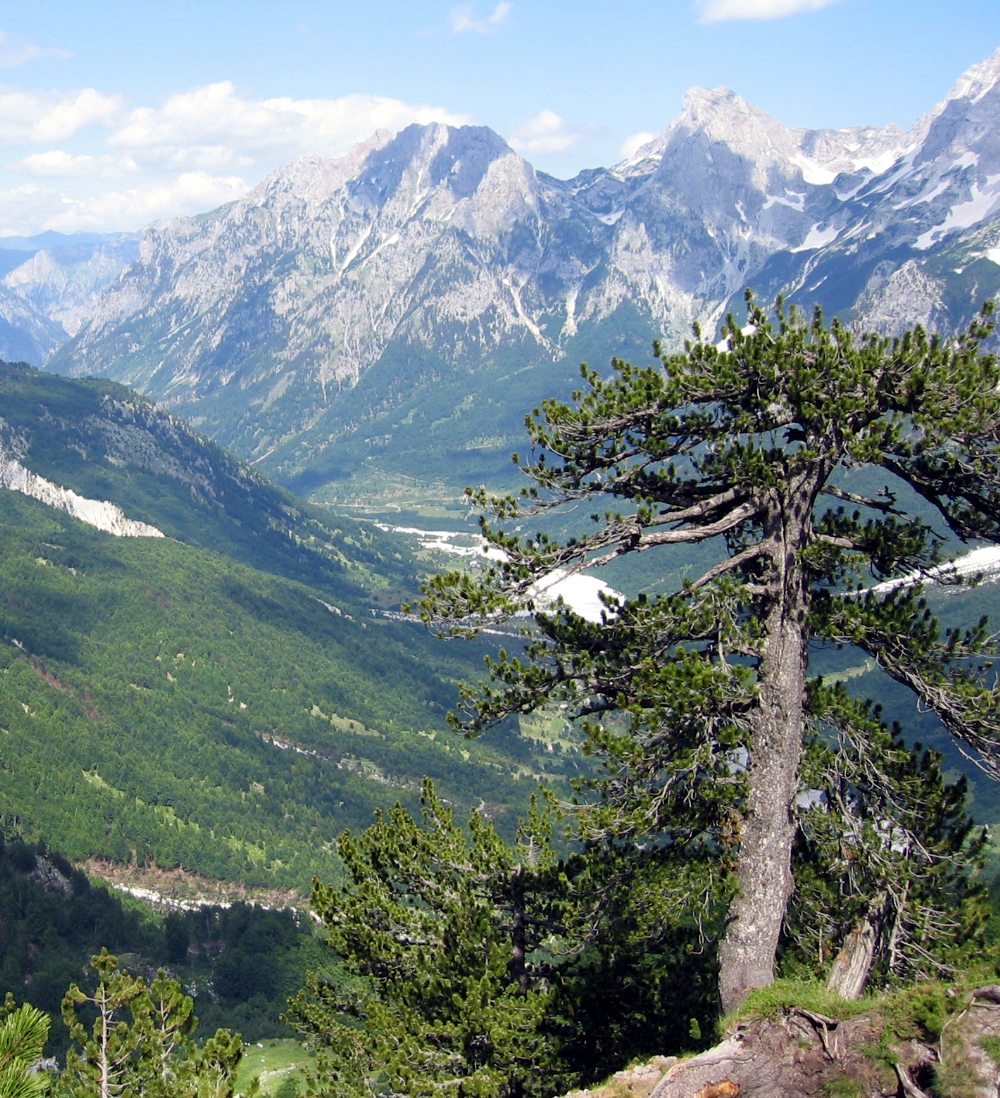
Pino de los balcanes (Pinus heldreichii) en el parque nacional.

Se encuentran aquí numerosas especies endémicas. Por lo que se refiere a las especies vegetales del parque, se encuentran allí el pino de Bosnia, la Aquilegia amaliae, el mirtilo o arándano, la haya, la aguileña, la Aquilegia dinarica, la genciana amarilla, el abeto plateado, el Teucrium arduini, el enebro rastrero y la violeta dukayínica.
Por lo que se refiere a los animales, el parque es la casa del lince europeo y especies de aves, el parque está habitado por el buitre leonado.